# اچ‌ام‌اس ریپالس (۱۷۹۴)
اچ‌ام‌اس ریپالس (۱۷۹۴) (به انگلیسی: HMS Repulse (1794)) یک کشتی بود که طول آن ۶۳ فوت ۰ اینچ (۱۹٫۲۰ متر) بود. این کشتی در سال ۱۷۹۴ ساخته شد.